# 霍普京齊
49°19′6″N 26°22′48″E / 49.31833°N 26.38000°E
霍普廷齊（烏克蘭語：Хоптинці）是位於烏克蘭西部的村莊，由赫梅利尼茨基州裡赫梅利尼茨基區的薩塔尼夫市鎮負責管轄。該村面積1.89平方公里，海拔高度285米，2001年人口552，人口密度每平方公里292.1人。